# Cheirostylis clibborndyeri
Cheirostylis clibborndyeri là một loài thực vật có hoa trong họ Lan. Loài này được S.Y.Hu & Baretto mô tả khoa học đầu tiên năm 1976.